# Церекев (Малопольське воєводство)
Церекев (пол. Cerekiew) — село в Польщі, у гміні Бохня Бохенського повіту Малопольського воєводства.
Населення — 317 осіб (2011).
У 1975-1998 роках село належало до Тарновського воєводства.

## Демографія
Демографічна структура станом на 31 березня 2011 року:
|          | Загалом | Допрацездатний вік | Працездатний вік | Постпрацездатний вік |
| -------- | ------- | ------------------ | ---------------- | -------------------- |
| Чоловіки | 159     | 31                 | 118              | 10                   |
| Жінки    | 158     | 27                 | 99               | 32                   |
| Разом    | 317     | 58                 | 217              | 42                   |